# نیکلاس هاولید
نیکلاس هاولید (انگلیسی: Niclas Hävelid؛ زادهٔ ۱۲ آوریل ۱۹۷۳) بازیکن هاکی روی یخ اهل سوئد بود.
از باشگاه‌هایی که در آن بازی کرده‌است می‌توان به آناهایم داکس اشاره کرد.